# Croce Rossa di Cipro

il simbolo della Croce Rossa

La Croce Rossa di Cipro (o Croce Rossa cipriota) è la società nazionale di Croce Rossa della Repubblica di Cipro, stato insulare del Mar Mediterraneo. Nel 2012 è diventata la 188ª Società Nazionale ammessa nel Movimento Internazionale.

## Denominazione ufficiale
- Cyprus Red Cross Society: in lingua inglese;
- Κυπριακός Ερυθρός Σταυρός: in lingua greca, idioma ufficiale di Cipro;
- Kibris Kizil Haç Cemiyati: in lingua turca, idioma ufficiale di Cipro.

Il logotipo della Società nazionale cipriota contiene le denominazioni nelle lingue inglese e greca.

## Storia
La Croce Rossa cipriota fu fondata nel 1960 e nel 1967, con una apposita Legge, venne riconosciuta dal Governo come ausiliara delle autorità nazionali in campo umanitario. Fece per la prima volta richiesta di ammissione nel Movimento Internazionale nel 1971 ma la domanda non fu accolta per mancanza di alcuni dei requisiti necessari.

### Il riconoscimento ufficiale
In particolare l'ostacolo maggiore era l'impossibilità di garantire l'accesso da parte della Società nazionale all'intero territorio del paese in cui avrebbe operata, cosa impossibile a Cipro a causa della situazione politica essendovi alcune aree non controllate dall'autorità della Repubblica di Cipro, ovvero la zona turco-cipriota.
Dopo alcune modifiche statutarie adottate dalla Società cipriota, volte a soddisfare i requisiti necessari per l'ammissione al Movimento, la Commissione congiunta del Comitato Internazionale della Croce Rossa (CICR) e della Federazione internazionale (IFRC) stabilì che il requisito di estensione all'intero territorio poteva considerarsi soddisfatto in quanto la mancanza di accesso alla zona settentrionale era dovuta a cause non dipendenti dalla volontà della Società cipriota. Nel corso della riunione tenutasi il 22 e 23 febbraio 2012 il CICR riconobbe quindi la Croce Rossa di Cipro come membro effettivo del Movimento, che resta in attesa dell'analogo riconoscimento da parte della Federazione.